# PSR J2339-0533
PSR J2339-0533 ist ein Pulsar. Dabei bildet der Pulsar mit seinem Begleiter ein Redback und sie umrunden sich in etwa 4,6 Stunden um ihren gemeinsamen Schwerpunkt. Die Masse des Pulsars beträgt 1,4 Sonnenmassen. Im Jahr 2015 wurde entdeckt, dass der Pulsar seine Form über einen Zeitraum von etwa 2,5 Jahren ändert. So ist er am Anfang des Zyklus rund und wird dann oval.